# گونرا
گونرا (نام علمی: Gunnera) نام یک سرده از رده دولپه‌ای‌ها است. گونرا گیاهی بزرگ با برگ‌هایی بزرگ است که در نواحی فقیر از نیتروژن رشد شگفت انگیزی دارد.علت بزرگ بودن گیاه گونرا و برگ‌های آن در این مناطق غیرحاصلخیز، همزیستی این گیاه با سیانوباکتری‌هاست. در گونرا سیانوباکتری‌ها در حفرات کوچک شاخه، ساقه و دمبرگ‌های گیاه زندگی و نیتروژن را برای گیاه تثبیت می‌کنند.